# ماركو غورزينو
ماركو غورزينو (بالإيطالية: Marco Gorzegno)‏ (9 يونيو 1981 بكونيو في إيطاليا - ) هو لاعب كرة قدم إيطالي في مركز الدفاع. شارك مع منتخب إيطاليا تحت 20 سنة لكرة القدم. أما مع النوادي، فقد لعب مع نادي إمبولي ونادي بريشيا ونادي ساسولو ونادي سبيزيا ويوفنتوس ونادي براتو وAC Cuneo 1905 ‏ وكارسو كالتشيو ‏ ويوفي ستابيا وUC AlbinoLeffe ‏ وسسارة توريس ‏.

## روابط خارجية
- ماركو غورزينو على موقع قاعدة بيانات كرة القدم.إي يو (الإنجليزية)
- ماركو غورزينو على موقع Soccerway.com (الإنجليزية)
- ماركو غورزينو على موقع عالم كرة القدم.نت (الإنجليزية)